# Quinten Post
Quinten Post (Amsterdam, 21 marzo 2000) è un cestista olandese, professionista nella NBA con i Golden State Warriors e in G League con i Santa Cruz Warriors.

## Carriera
Dopo aver trascorso la carriera collegiale giocando per cinque anni, prima per i Mississippi State Bulldogs e poi per i Boston College Eagles, viene scelto con la 52ª scelta assoluta al draft NBA 2024 dai Golden State Warriors e, dopo un giro di scambi, ritorna nuovamente ai Warriors.

## Statistiche

### College
| Anno      | Squadra          | PG  | PT | MP   | TC%  | 3P%  | TL%  | RP  | AP  | PRP | SP  | PP   |
| --------- | ---------------- | --- | -- | ---- | ---- | ---- | ---- | --- | --- | --- | --- | ---- |
| 2019-2020 | MSU Bulldogs     | 8   | 0  | 2,6  | 37,5 | 33,3 | 100  | 1,5 | 0,1 | 0,0 | 0,1 | 1,1  |
| 2020-2021 | MSU Bulldogs     | 31  | 0  | 8,7  | 41,5 | 25,0 | 57,1 | 2,1 | 0,4 | 0,3 | 0,5 | 2,8  |
| 2021-2022 | Boston C. Eagles | 31  | 11 | 21,4 | 50,2 | 34,4 | 72,1 | 5,4 | 0,7 | 0,6 | 1,0 | 9,4  |
| 2022-2023 | Boston C. Eagles | 19  | 13 | 25,7 | 53,9 | 42,6 | 86,0 | 5,6 | 1,5 | 0,2 | 0,9 | 15,1 |
| 2023-2024 | Boston C. Eagles | 35  | 35 | 31,9 | 51,4 | 43,1 | 82,1 | 8,1 | 2,9 | 0,9 | 1,7 | 17,0 |
| Carriera  | Carriera         | 124 | 59 | 20,6 | 50,7 | 38,8 | 79,0 | 5,1 | 1,3 | 0,5 | 1,0 | 10,2 |

### NBA

#### Regular Season
| Anno      | Squadra       | PG | PT | MP   | TC%  | 3P%  | TL%  | RP  | AP  | PRP | SP  | PP  |
| --------- | ------------- | -- | -- | ---- | ---- | ---- | ---- | --- | --- | --- | --- | --- |
| 2024-2025 | G.S. Warriors | 42 | 14 | 16,3 | 44,9 | 40,8 | 77,8 | 3,5 | 1,3 | 0,4 | 0,4 | 8,1 |
| Carriera  | Carriera      | 42 | 14 | 16,3 | 44,9 | 40,8 | 77,8 | 3,5 | 1,3 | 0,4 | 0,4 | 8,1 |

#### Playoffs
| Anno     | Squadra       | PG | PT | MP   | TC%  | 3P%  | TL%  | RP  | AP  | PRP | SP  | PP  |
| -------- | ------------- | -- | -- | ---- | ---- | ---- | ---- | --- | --- | --- | --- | --- |
| 2025     | G.S. Warriors | 12 | 2  | 12,2 | 33,3 | 31,3 | 75,0 | 2,3 | 1,0 | 0,3 | 0,3 | 3,8 |
| Carriera | Carriera      | 12 | 2  | 12,2 | 33,3 | 31,3 | 75,0 | 2,3 | 1,0 | 0,3 | 0,3 | 3,8 |

### G League
| Anno      | Squadra       | PG | PT | MP   | TC%  | 3P%  | TL%  | RP  | AP  | PRP | SP  | PP   |
| --------- | ------------- | -- | -- | ---- | ---- | ---- | ---- | --- | --- | --- | --- | ---- |
| 2024-2025 | S.C. Warriors | 17 | 17 | 27,6 | 51,3 | 34,0 | 77,1 | 9,6 | 2,4 | 0,9 | 1,2 | 18,8 |
| Carriera  | Carriera      | 17 | 17 | 27,6 | 51,3 | 34,0 | 77,1 | 9,6 | 2,4 | 0,9 | 1,2 | 18,8 |